# Abgal (etnia)
Gli Abgal sono un sottoclan della Somalia, che fa parte del clan Hauia. Essi vivono prevalentemente nel centro e nel sud del Paese, e hanno un ruolo importante nella capitale Mogadiscio, dove sono il maggiore sottoclan degli Hauia. Considerano Mogadiscio come la loro terra di origine.

## Regno di Mogadiscio 900 - 1860 d.C.
- Sultani, che regnò per secoli passati:-
- Sultano Stati seguenti:- Mudug, G/gaduud, Medio Scebeli, Benadir, Basso Scebeli
- Sultan Daamey Ali (Xume) Axmed
- Sultan Cumar padre di Abu bakr
- Sultan Abu Bakr
- Sultan Axmad I
- Sultan Maxammad I
- Sultan Axmad II
- Sultan Maxmud
- Sultan Cali
- Sultan Cismaan
- Sultan Muxammad II
- Sultan Axmad III-1860

Poi iniziatò a elezioni per il Imam

## Sotto-clan degli Abgaal
Reference:
- Harti
  - Abokor
    - Yaquub
    - Yabaorw (qajaf weyn)

  - Agonyar
    - Cabdalle
    - Reer Aadan
    - Gabale
    - Celi
    - Buraale

  - Ciise Harti
  - Yabar maxamad
  - Cabdalle Caroone
    - Jiiryar
    - Ricle
    - Yaryar
    - Idiris

  - Warsangali
    - Cumar
    - Cabdalle
- Wabudhan
  - Cabdulle Galmaax
  - Celi Cumar Galmaax
    - Cali Celi
    - Cosoble Celi
    - Ibraahin Celi
    - Geesaweyn Celi
    - Shige Celi
    - Xassan Gaab Celi

  - Daa'uud
    - Issaq Daa'uud
    - Youssef Daa'uud

  - Kaabale
    - Haile Muse
    - Salebaan Muse

  - Mattan Cumar Galmaax or Reer Mattan
    - Reer Bariise Mattaan
    - Reer Diinle  Mattaan
    - Reer Duuliye Mattaan
    - Reer Weheliye Mattaan

  - Yuusuf Galmaax
    - Mahamed Muuse

  - somane
- absuge somane
- fidse somane
- arwaq somane
  - turyar
- mohmed air turyar
- subiye turyar
  - waasuge
    - Wehliye Muuse
    - Xasan Muuse

  - Yoonis
- Waesli (Waceesle) or Warculus
  - *Absuge
  - Ali-yabaal
  - Cabdirahman
    - Macalin Aflax
    - Dhagageys

  - Cali Gaaf
  - Dhagaweyne
- Faqay (Cumar Waceysle)
  - Haaruun Waceysle
  - Jibraa'iil Waceysle
  - Macalndhblawe
    - Cabdi Macalin
    - Cismaan Macalin
    - Eybakargaab macallin
    - Maxamed Cadde Macalin,
    - Omar Macallin